# Břehy (Pardubicei járás)
Břehy település Csehországban, a Pardubicei járásban. Břehy Semín, Přelouč, Přelovice, Sopřeč és Vlčí Habřina településekkel határos. Lakosainak száma 1137 fő (2024. január 1.).

## Népesség
A település lakosságának változását az alábbi diagram mutatja:
| Lakosok száma | 400  | 427  | 508  | 768  | 860  | 950  | 997  | 1044 | 1077 | 1137 |
|               | 1869 | 1900 | 1921 | 1961 | 1980 | 2011 | 2016 | 2019 | 2021 | 2024 |